# Highbury (Londen)
Highbury is een wijk in Londen, gelegen in de London Borough of Islington aan de noordzijde van het centrum. Het voormalige stadion van Arsenal FC, Arsenal Stadium, was gelegen in deze wijk en werd daarom in de volksmond Highbury genoemd.